# Chambley-Bussières
Chambley-Bussières je francouzská obec v departementu Meurthe-et-Moselle v regionu Grand Est. V roce 2014 zde žilo 669 obyvatel. Do roku 2015 byla centrem kantonu Chambley-Bussières.

## Poloha obce
Obec leží u hranic departementu Meurthe-et-Moselle s departementem Moselle.
Sousední obce jsou: Hagéville, Gorze (Moselle), Onville, Puxieux, Saint-Julien-lès-Gorze, Tronville, Vionville (Moselle), Waville a Xonville.

## Vývoj počtu obyvatel
Počet obyvatel